# Verdeprato
Verdeprato è una fiaba di Giambattista Basile, inclusa nella raccolta postuma Lo cunto de li cunti (1634-1636).

## Trama
Nella è una ragazza molto fortunata e bella, per questo è invidiata dalle sue due sorelle. Ha anche una relazione con un principe fatato: per incontrarsi di nascosto dalla madre lei getta una polvere sul fuoco che apre una galleria di cristallo costruita in segreto dal principe tra il suo palazzo e la casa di lei. Le sorelle però scoprono tutto e rompono la galleria in più punti, così all'appuntamento successivo il principe, arrivando di corsa, rimane ferito dalle schegge. Il cristallo è magico e le ferite non possono essere curate da nessun medico del regno, così il re emana un bando: chiunque salverà il figlio verrà ricompensato con metà del regno o con le nozze con il principe stesso. Nella viene a sapere dal bando che il suo amato è in fin di vita, e pensando di esserne la causa si tinge il viso di nero e parte per fargli un'ultima visita.
Scesa la notte nel bosco, Nella arriva vicino alla casa di un orco e sale su un albero per riposare al sicuro. Dal suo nascondiglio Nella sente l'orco parlare con la moglie e scopre che l'unica cosa in grado di salvare il principe è proprio il grasso di quell'orco. Nella allora bussa alla porta degli orchi per chiedere ospitalità. L'orco la fa entrare pensando di mangiarsela, ma Nella aspetta che l'orco si sia ubriacato e addormentato, poi prende un coltello, lo uccide e riempie un contenitore col suo grasso.
Nella riprende il viaggio e arrivata al palazzo guarisce il principe con il grasso. Il re è felicissimo di farle sposare il figlio, ma il principe dice di essere già innamorato di un'altra e che le ferite erano state causate dalle sorelle di lei. Nella allora si lava la tintura dal viso per farsi riconoscere e il principe è felicissimo di rivederla e sposarla. Dopo le nozze il principe fa murare vive le sorelle di Nella in un camino.